# Feria (Badajoz)
Feria es un municipio y localidad española de la provincia de Badajoz, en la comunidad autónoma de Extremadura. El término municipal tiene una población de 1047 habitantes (INE 2024).

## Geografía
Integrado en la comarca de Zafra-Río Bodión, se sitúa a 62 km de la capital provincial. El término municipal está atravesado por la carretera nacional N-432, entre los pK 55 y 59, y por carreteras locales que conectan con Fuente del Maestre, La Parra, Salvatierra de los Barros, La Lapa y Burguillos del Cerro.   

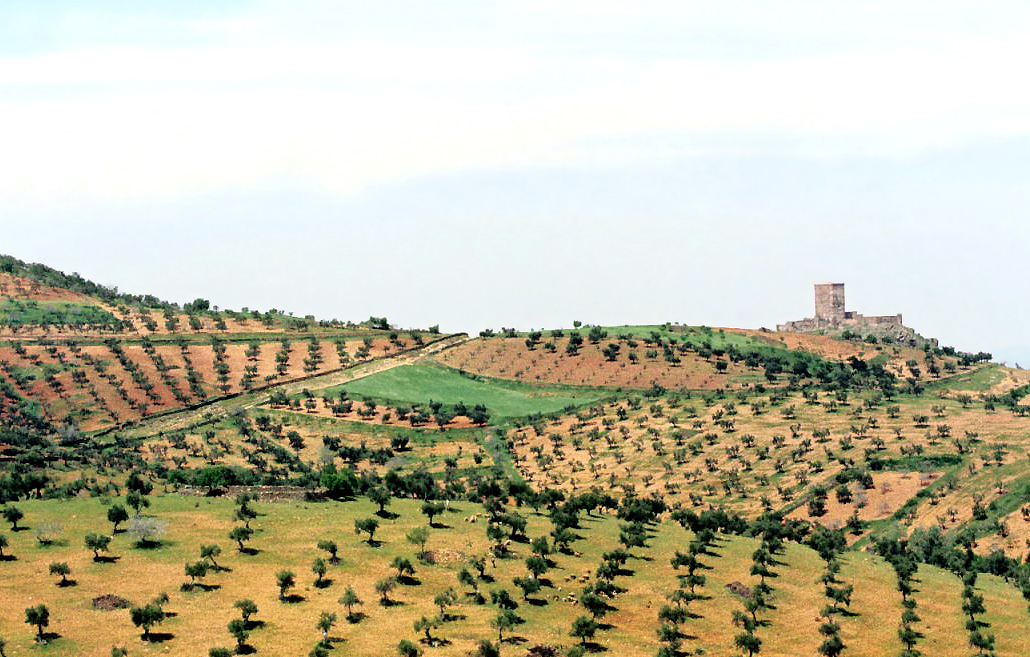
Olivares en los alrededores de la localidad

El relieve del municipio tiene tres zonas diferenciadas. La zona septentrional y oriental es más llana, por donde discurren arroyos tributarios del río Guadajira, que hace de límite con Fuente del Maestre y Los Santos de Maimona. La zona central es más montañosa, definida por la sierra de Feria (814 m). Por la zona meridional, al sur del río Guadajira y del embalse de Guadajira, aparece de nuevo el paisaje llano con pequeñas sierras de menor altitud al sureste. La altitud oscila entre los 814 m en la sierra de Feria (Sierra Vieja) y los 320 m a orillas del río Guadajira, al noreste. El pueblo se alza a 550 m sobre el nivel del mar.
| Noroeste: La Parra                  | Norte: Villalba de los Barros | Noreste: Fuente del Maestre      |
| Oeste: La Parra                     |                               | Este: Fuente del Maestre y Zafra |
| Suroeste: Salvatierra de los Barros | Sur: Burguillos del Cerro     | Sureste: La Lapa                 |

## Historia
Se han hallado restos correspondientes a asentamientos humanos prehistóricos (en concreto del Calcolítico) en la zona donde se sitúa el pueblo de Feria. Posteriormente, los celtas, romanos y árabes habitaron la localidad, gracias a su privilegiada ubicación como enclave defensivo.
En 1394, el rey Enrique III de Castilla entregó la jurisdicción de la villa a Gomes I Suárez de Figueroa, hijo del maestre de la Orden de Santiago, Lorenzo I Suárez de Figueroa, bajo el título de señor de Feria. Más tarde (1460), el II señor de Feria, Lorenzo II Suárez de Figueroa, fue ascendido a la categoría condal y en 1567 Felipe II otorgó a Gomes III Suárez de Figueroa, el título de duque de Feria, llegando así en esta época el Señorío de Feria a su culmen, construyéndose además la mayor parte de lo que sería el castillo de la localidad.
A la caída del Antiguo Régimen la localidad se constituye en municipio constitucional en la región de Extremadura. Desde 1834 quedó integrado en el partido judicial de Zafra. En el censo de 1842 contaba con 550 hogares y 2069 vecinos.

## Demografía
Feria cuenta con una población de 1047 habitantes (INE 2024).
| Gráfica de evolución demográfica de Feria entre 1842 y 2021                                                           |
| |
| Población de derecho según los censos de población del INE. Población de hecho según los censos de población del INE. |

## Economía
Su economía se basa en la actividad agro-ganadera (cría de cerdos, ovejas, ganadería extensiva, olivos, higueras, etcétera).

### Evolución de la deuda viva
El concepto de deuda viva contempla sólo las deudas con cajas y bancos relativas a créditos financieros, valores de renta fija y préstamos o créditos transferidos a terceros, excluyéndose, por tanto, la deuda comercial.
| Gráfica de evolución de la deuda viva del ayuntamiento entre 2008 y 2014                             |
| |
| Deuda viva del ayuntamiento en miles de Euros según datos del Ministerio de Hacienda y Ad. Públicas. |

La deuda viva municipal por habitante en 2014 ascendía a 277,29 €.

## Patrimonio

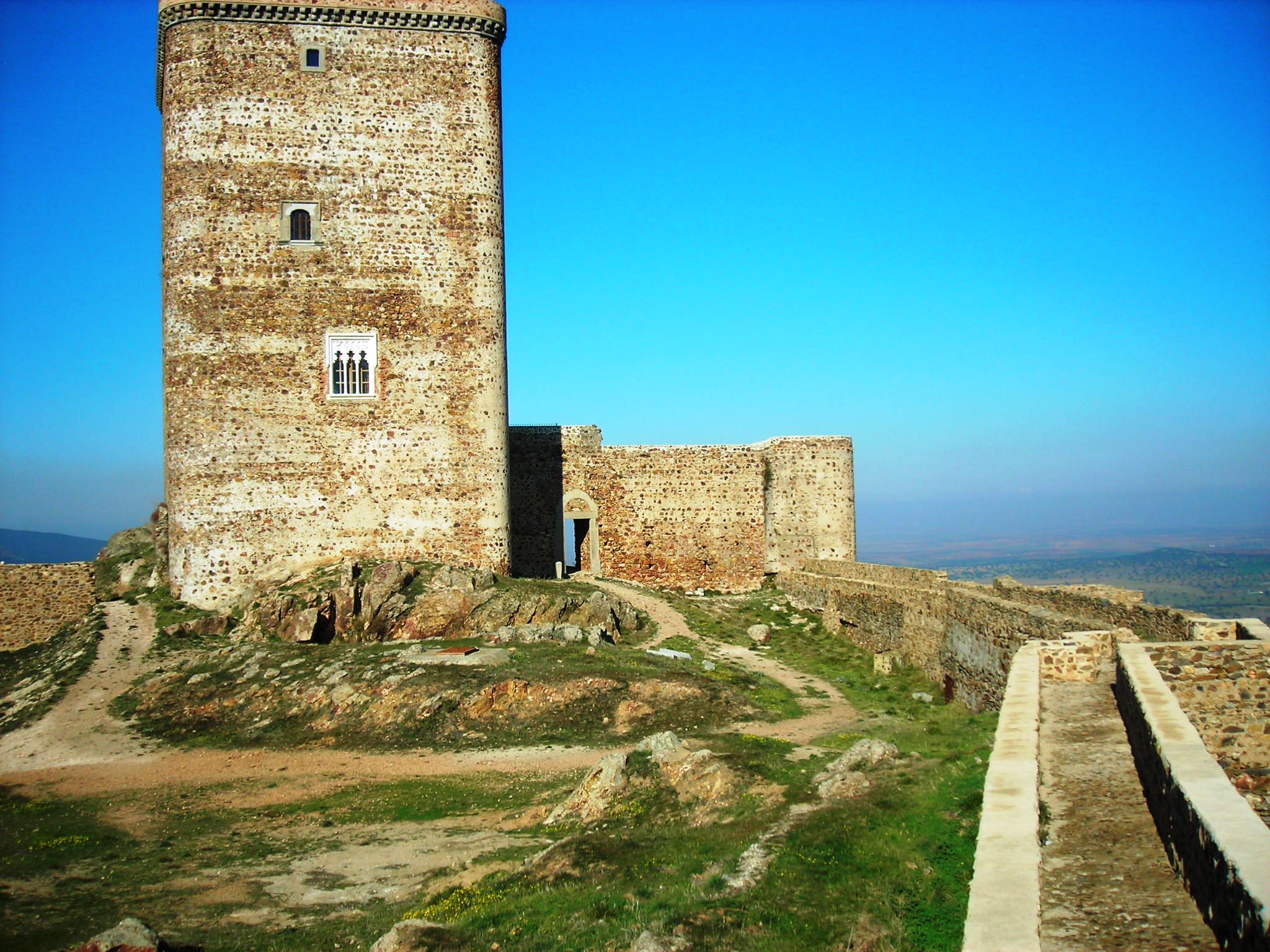
Castillo de Feria

El castillo de la población, de mediados del siglo XVI, fue el principal bastión y centro de operaciones del Ducado de Feria. Cuenta con una llamativa torre del homenaje, que ha sido restaurada en varias ocasiones y un patio del homenaje que pueden ser visitados. Se accede a la torre por una bella puerta de estilo gótico manuelino.
También cuenta con la iglesia parroquial católica bajo la advocación de San Bartolomé, en la Archidiócesis de Mérida-Badajoz. El edificio data del siglo XV: en 1528 se concluye la capilla mayor; en 1548 se colocaban las puertas laterales del templo; en 1569 se acaban de construir las dos capillas a los pies del mismo.
Por su ubicación, el pueblo presenta una construcción peculiar en sus calles, la mayor parte de las cuales tienen una fuerte pendiente, si bien por todas se puede transitar en automóvil. En el término municipal existe una ruta de los dólmenes ideal para la práctica de senderismo.

## Fiestas
La Santa Cruz de Feria, fiesta declarada de Interés Turístico y que se celebra desde el 30 de abril al 3 de mayo, día de la Santa Cruz y que coincide con el nacimiento de la IV condesa de Feria, Ana Ponce de León, quién nace un día 3 de mayo de 1527 y a la cual se le atribuye la implantación de estas fiestas. Consiste en vestir y rendir culto a la Santa Cruz, para ello, se decoran tallas de maderas y un arco a hierro forjado con flores realizadas en papel, tela, o cualquier otro material reciclado, elaborada por las manos de la mujer corita. Entre los actos oficiales que se llevan a cabo, destacan los Juegos Florales de Exaltación a las Cruces de Mayo, la representación de la entrega, pieza de teatro popular religioso y el desfile procesional que tiene lugar en la mañana del día 3 de mayo. 
La Candelaria se celebra el 2 de febrero. Se trata de unas fiestas en honor a Nuestra Señora de la Candelaria, patrona del pueblo, tiene su origen origen en la Reconquista cristiana en 1241. Los actos más importantes son la celebración litúrgica, donde se presentan a la virgen los niños bautizados en el último año y ya por la tarde, tiene lugar la quema de los "Candelarios" en la Cruz del Real, son muñecos hechos por niños y jóvenes que aluden a situaciones sociales actuales. Se queman al atardecer en una gran hoguera, la tarde se acompaña con churros, chocolate y juegos populares.
También se celebran los Carnavales, la Semana Santa, la romería de San Isidro el día 15 de mayo, San Bartolomé el 24 de agosto patrón de nuestro pueblo y típica feria de verano y la Virgen de Consolación el 8 de septiembre.